# Левский, Васил
Васи́л Ле́вский (болг. Васил Левски; настоящее имя Васил Иванов Кунчев; 6 (18) июля 1837, Карлово — 6 (18) февраля 1873, София) — болгарский политический деятель, революционер, участник национально-освободительного движения в Болгарии. Национальный герой Болгарии, известен как «Апостол свободы» (болг. Апостола на свободата). Является одним из «четырёх великих» (Четеримата големи) болгарского движения освобождения от Османской империи, к которым причисляют ещё Христо Ботева, Георгия Стойкова Раковского и Любена Каравелова.

## Имя
Имя при рождении — Васил Иванов Кунчев (в тогдашней орфографии — Василъ). В монашестве — иеродиакон Игнатий (Кунчев). По своему духовному сану имел подпольную кличку Дякона. Васил Левски — самая известная подпольная кличка, от названия животного лев. Другие клички — Главния книжар, Тропчо, Драгойчо. Пользовался также иноязычными псевдонимами, в частности, армянским Ованес и несколькими турецкими: Аслан Дервишоолу Кърджалъ (то есть «Лев, сын дервиша, удалец»; ср. Кырджали), эфенди Аслан Дервишоолу и Джин гиби. Всего у него было более пятидесяти псевдонимов и вымышленных фамилий, поскольку во время революционной деятельности в Болгарии он менял их чуть ли не еженедельно.
После смерти Левского, в 1880—1890-х годах его стали широко называть «Апостолом свободы» или просто «Апостол». Это прозвище особенно популяризировал классик болгарской литературы Иван Вазов.

## Ранние годы
Учился в Карлове во «взаимной школе» (где была принята Белл-Ланкастерская система; такие школы были очень популярны в период национального возрождения в Болгарии). Васил Кунчев послушничал в Хиландарском монастыре на Афоне у своего дяди, два года провёл в училище в Стара-Загора и год в Пловдиве в духовной семинарии, затем 7 декабря 1858 г. постригся в Сопоте в монахи под именем Игнатия. В следующем, 1859 году, рукоположён в иеродиаконы. Хорошо владел турецким, греческим и армянским языками.
В 1861 году под влиянием Георгия Раковского (дяди советского партийного деятеля Х. Г. Раковского) 24-летний отец Игнатий посвятил себя революционной деятельности и ушёл из монастыря.

## Революционная деятельность

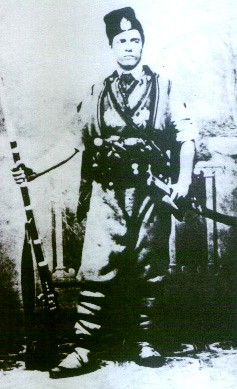
Васил Левский — знаменосец Второго легиона

В 1862 году Васил-Игнатий Кунчев находится в Сербии и участвует в Первом болгарском легионе под началом Раковского. За храбрость в битве с турками получает кличку «Левский», оставшуюся за ним на всю жизнь (по другой версии, кличку «Левский» — диалектное «львиный» — он получил ещё в молодости, когда на спор с односельчанами перепрыгнул через широкий овраг). Участвовал в организации народных дружин («чет») с тем, чтобы четники подняли восстание против турок при поддержке Сербии. В 1863 году через Румынию нелегально проник в Болгарию и в присутствии сподвижников отрезал себе монашеские косицы, заявив, что считает себя мирским «диаконом Василем». Его дядя, ставший к тому времени архимандритом, возбудил следствие против племянника, однако пловдивский митрополит нейтрализовал его. В 1864—1866 годах Левский учительствовал в Войнягово, а в 1867 году — в Еникёй, Бессарабия (ныне — Молдавия; в 1856—1878 годах по Парижскому миру данная территория входила в состав Османской империи), всюду пропагандируя «патриотические дружины» и подстрекая народ против турок. Затем он вновь побывал в Румынии и Сербии, где встретился с Раковским, назначен знаменосцем в отряде Панайота Хитова, участвовал в организованном им в Сербии Втором болгарском легионе (1867—1868).
После этого разочаровался в четнической тактике и пришёл к выводу о необходимости готовить народ к восстанию постепенно, путём создания разветвлённой революционной сети на местах, без расчёта на внешнюю помощь Сербии, а затем — и без расчёта на болгарскую эмиграцию. В 1868 году начал работать в «Болгарском обществе» в Бухаресте, где познакомился с поэтом Христо Ботевым. В 1869 году обошёл всю Болгарию с разведывательными и пропагандистскими целями, координируя деятельность комитетов по подготовке восстания во всех городах. В 1869 году вместе с Любеном Каравеловым учредил в Бухаресте Болгарский революционный центральный комитет (БРЦК), а вскоре перенёс его деятельность в Болгарию, создав нелегальную «Внутреннюю революционную организацию». Комитет объявил себя подпольным «Временным правительством Болгарии», развернул активную деятельность во всех слоях общества, вёл террористическую деятельность и активно закупал оружие.
В будущем Левский видел Болгарию святой и чистой республикой.

## Гибель
22 сентября 1872 года большая группа заговорщиков была задержана при налёте на турецкую почту. Левский был против этой акции. Арест её участников поставил сеть организаций и лично Левского под угрозу. БЦРК приказал Левскому немедленно начинать восстание, однако он игнорировал приказ и решил, захватив архив Внутренней революционной организации из Ловеча, скрыться в Румынии. В Кыкрине, к востоку от Ловеча, он и был арестован 27 декабря 1872 года турецкой полицией. Документы он успел уничтожить.

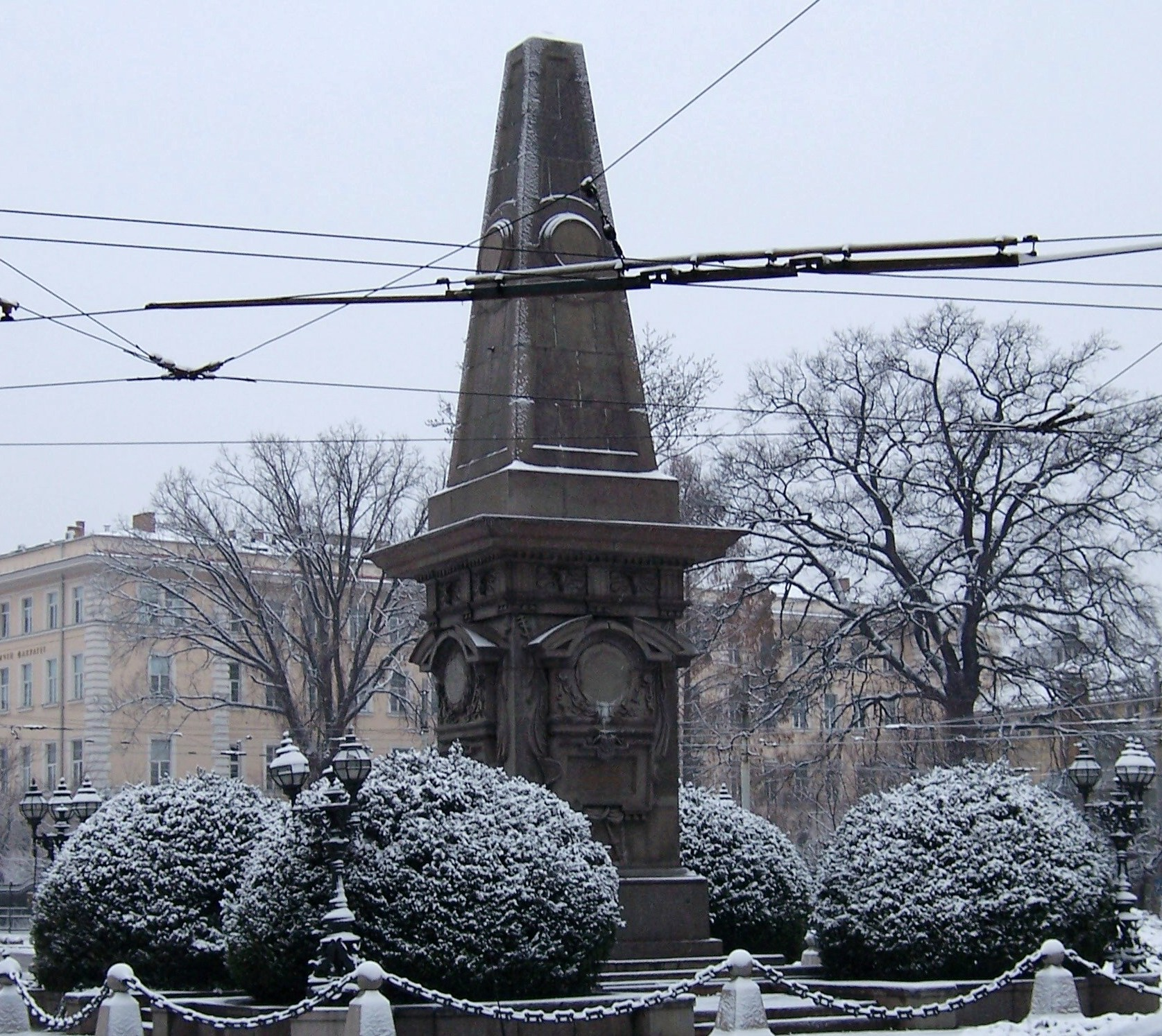
Памятник на месте казни Левского

Существует ряд версий насчёт того, кто предал Левского. Долгое время виновником называли попа Крыстю, участника комитета ВРО в Ловече; сейчас эта версия в общем опровергнута. Но многие историки ставят под сомнение и то, что Левский вообще был кем-то предан. На это указывает тот факт, что в его поимке участвовал лишь небольшой отряд полицейских, и арестованный был отправлен в Тырново для опознания; по-видимому, турки вообще не имели понятия, кто попался им в руки. В Тырнове Левский был опознан. Его перевезли в Софию и предали суду. На суде Левский не сказал ничего о сети комитетов, ссылаясь на данное султаном христианам право не свидетельствовать друг против друга.
Османский суд приговорил Васила Кунчева к смертной казни; после утверждения приговора султаном, 6 (18) февраля 1873 года (обычно отмечают по юлианскому календарю, 19 февраля н. ст.) «Апостол свободы» был повешен за городской чертой Софии. Ныне город разросся так, что это место находится в центральной его части (недалеко от университета). Место погребения Левского точно неизвестно, в XX в. несколько раз делались заявления о находке его останков, но достоверность их носит весьма сомнительный характер.

## В культуре

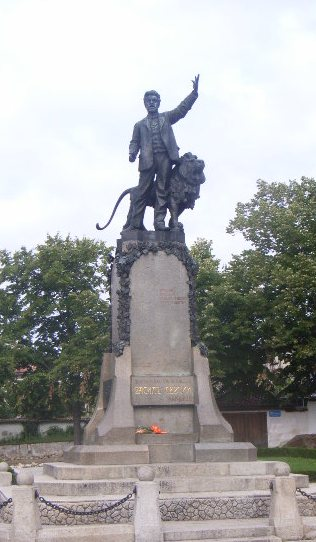
Памятник Левскому в Карлово, на родине. Скульптор М. Василев

На смерть Левского Христо Ботев написал одно из самых знаменитых своих стихотворений:
| О, майко моя, родино мила, защо тъй жално, тъй милно плачеш? Гарване, и ти птицо проклета, на чий гроб там тъй грозно грачеш? Ох, зная, зная, ти плачеш, майко, затуй, че ти си черна робиня, затуй, че твоят глас, майко, е глас без помощ, глас във пустиня. Плачи! Там близо край град София стърчи, аз видях, черно бесило, и твой един син, Българийо, виси на него със страшна сила<…> | О мать Болгария, край мой милый, о чем горюешь, рыдаешь слезно? Проклятый ворон, над чьей могилой во мраке каркаешь ты так грозно? Ох, вижу, вижу, страна родная, о том горюешь, что ты — рабыня, - о том, что, отклика не встречая, твой скорбный голос звучит в пустыне. Так плачь же, плачь!… На краю Софии в петле качается сын твой милый. Его казнили тираны злые. И, мертвый, полон он страшной силы<…> |

На месте казни Левского уже в 1880-х годах был поставлен памятник; есть немало других монументов «Апостолу свободы». В Болгарии находятся четыре музея Левского (включая его келью в Троянском монастыре). В кабинетах президента и премьер-министра Болгарии после 1989 года постоянно висят портреты Левского (на месте портретов царей и лидеров Народной Республики Болгария).
В честь Левского назван город Левски, сёла Левски в Пазарджикской и Варненской областях, сёла Васил-Левски в Тырговиштской, Пловдивской, Силистренской и Старозагорской областях, софийский футбольный клуб (с 1914 г.) и крупнейший стадион Болгарии в Софии.
В 1973 году Болгария выпустила памятную монету номиналов в 5 лев с портретом В. Левского. Монета посвящена 100-летию со дня смерти В. Левского. Вес: 20,5 гр, серебро 900 пробы.
В 1985-1986 гг. в городе Правец было построено и введено в эксплуатацию здание эталонной школы (имевшей современную материально-техническую базу, библиотеку, учебные кабинеты-лаборатории, плавательный бассейн и зоны отдыха для школьников разных возрастов), которая получила название "школа имени Васила Левского".
В 1990-х годах поднимался вопрос о канонизации Левского. Во время церковного раскола в Болгарии, когда митрополит Пимен Неврокопский был объявлен группой архиереев патриархом вместо Максима для т.н. Альтернативного синода, то в 1996 году Левски был канонизирован (как мученик иеродиакон Игнатий).
В 2007 году в телевизионном проекте «Великие болгары» был выбран величайшим болгарином всех времён.
В 2008 году в приднестровском селе Парканы, населённом в основном болгарами, был открыт памятник Левскому.